# La Grande Guerre des nations
La Grande Guerre des nations est une série documentaire historique française coproduite par l’Institut national de l'audiovisuel (INA) et réalisée en 2014 par Éric Deroo, d'une durée totale de sept heures,,.

## Synopsis
À l'aide d'images d'archives, d'infographies pédagogiques et de points de vue d'historiens, la série analyse dans chaque épisode les aspects les plus divers de la Première Guerre mondiale aux quatre coins de la planète, allant des armes nouvelles, de la propagande, de l'organisation économique et sociale des États dans l'effort de guerre et de l'importance des changements territoriaux et politiques issus après le conflit.

## Épisodes
1. La guerre est impossible
2. Le Suicide de l’Europe
3. Une victoire sans vainqueurs
4. Le Prix du sang
5. Le Nerf de la guerre
6. De chair et d’acier
7. La Mobilisation des esprits

## Fiche technique
- Titre : La Grande Guerre des nations
- Réalisation : Éric Deroo
- Production : Gérald Collas, INA, ECPAD. Histoire TV, Autentic, TLT
- Photographie : Jean Vilain, Ludwig Zeganadin, Florent Corda, Laurent Pontillon, Sébastien Laurent, Viviane Sivart, Adrien Troussel, Janick Marcès
- Son : Perceval Briclot, Hélène Burckel, Fanny Wojkiewicz
- Montage : Jérôme Legrand, Vincent Schmitt
- Pays d'origine : France
- Langue originale : Français
- Genre : Court métrage
- Durée : 7h - 60 minutes par épisode
- Date de sortie : 2014

## Distribution
Historiens :
- Andrzej Nieuważny
- Angelo Ventrone
- Anne-Marie Thiesse
- Arndt Weinrich
- Catherine Coquery-Vidrovitch
- Christian Delporte
- Christian Ortner
- Elizabeth Greenhalgh
- François Cochet
- François-Xavier Nérard
- Gérard Chaliand
- Henry Laurens
- Hervé de Weck
- Isabelle Davion
- Ivan Cadeau
- Jakob Vogel
- Jean-Dominique Merchet
- Jean-Noël Grandhomme
- Jean-Philippe Zanco
- Julie d'Andurain
- Michael Bourle
- Michael Epkenhans
- Michael S. Neiberg
- Michel Goya
- Michel Litalien
- Naoko Shimazu
- Olivier Dard
- Olivier Feiertag
- Ozan Arslan
- Patrick Facon
- Philippe Ratte
- Rémy Porte
- Robert Foley
- Stanislav Sretenovic
- Ute Daniel
- William J. Philpott

## Diffusion
La série est rediffusée en 2020 sur Histoire TV, puis en 2022.